# Elżbieta Nadel
Elżbieta Nadel (Elisheva Landau, ur. 1 czerwca 1920 we Lwowie, zm. 8 sierpnia 1994 w Izraelu) – polska artystka grafik pochodzenia żydowskiego.

## Życiorys
Jej rodzice, Aaron i Regina z Reichensteinów byli lekarzami. Elżbieta Nadel studiowała na wydziale grafiki w Lwowskim Instytucie Sztuk Plastycznych.
Po wkroczeniu Niemców do Lwowa w 1941 roku znalazła się w lwowskim getcie. Dzięki pomocy Kazimierza Moździerza, kolegi z uczelni, wydostała się razem z matką z lwowskiego getta i została przewieziona wraz ze swoją matką do Warszawy. Obie przeżyły powstanie warszawskie i wyjechały do czeskiej Pragi, skąd w 1948 roku wyemigrowały do Izraela. Tam artystka wyszła za mąż za Naftalego Landaua, zmieniła imię na Elisheva i przyjęła nazwisko męża. Stworzyła ilustracje do niemal 100 książek i czasopism, tworzyła również karykatury.
Podczas pobytu w getcie lwowskim stworzyła cykl osiemnastu rysunków tuszem, zatytułowanych Obrazki domowe, przedstawiających codzienność życia w getcie. Na karcie tytułowej widnieje napis „Elżbieta Nadel, Obrazki domowe, 18 szkiców, Lwów 1942”. Z tyłu okładki znajduje się Gwiazda Dawida z inicjałami autorki.
Wyjeżdżając z Polski, autorka pozostawiła rysunki u rodziny w Krakowie, gdzie zostały odnalezione w roku 2019. Nabyło je Muzeum Historii Żydów Polskich „Polin”.

## Dzieła
Wybrane prace:
- cykl Z czarnej teki, powstawał w latach 1939–1945[1]
- teka Obrazki domowe. 18 szkiców z natury, powstały w 1942 roku we Lwowie[2]